# Xiurenbagrus gigas
Xiurenbagrus gigas är en fiskart som beskrevs av Zhao, Lan och Zhang 2004. Xiurenbagrus gigas ingår i släktet Xiurenbagrus och familjen Amblycipitidae. Inga underarter finns listade i Catalogue of Life.